# Státní rozpočet České republiky na rok 2016
Státní rozpočet České republiky na rok 2016 je zákon č. 400/2015 Sb. ze dne 9. prosince 2015, který nabyl účinnosti k 1. lednu 2016. Jedná se o plán hospodaření České republiky, přičemž jeho ústředním orgánem je Ministerstvo financí. Účet státního rozpočtu spravuje ČNB. Státní rozpočet na rok 2016 musel být sestaven, stejně jako státní rozpočet na jakýkoliv jiný rok, dle zákona o rozpočtových pravidlech.
Jedná se o druhý rozpočet, jež sestavila vláda Bohuslava Sobotky a jehož předkladatelem je ministr financí Andrej Babiš (ANO). Ten počítal se snížením schodku ze 100 mld. Kč v roce 2015 o 30 mld. Kč, přičemž absolutní výše státního dluhu by měla ke konci roku 2016 zůstat neměnná oproti konci roku 2013.

## Plán a plnění rozpočtu
Zákon o státním rozpočtu na rok 2016 počítá s úhrnnými příjmy ve výši 1 180,9 mld. Kč, úhrnnými výdaji 1 250,9 mld. Kč a s deficitem hospodaření 70,0 mld. Kč.

### Úhrnná bilance státního rozpočtu za rok 2016 a srovnání s rokem 2015 (v mld. Kč)[2]
| ukazatel           | 2016               | 2016       | 2016            | 2016                  | 2015       | srovnání    | srovnání    |
| ukazatel           | schválený rozpočet | skutečnost | plnění rozpočtu | rozdíl skuteč. - plán | skutečnost | 2016 / 2015 | 2016 - 2015 |
| ------------------ | ------------------ | ---------- | --------------- | --------------------- | ---------- | ----------- | ----------- |
| PŘÍJMY             | 1 180,86           | 1 281,62   | 108,3%          |                       | 1 234,52   | 103,8%      | 47,10       |
| - daňové           | 1041,71            | 1 070,47   | 102,8%          |                       | 1 001,23   | 106,8%      | 68,34       |
| - nedaňové, dotace | 139,14             | 211,15     | 149,3%          |                       | 233,29     | 90,9%       | -21,24      |
| VÝDAJE             | 1 250,86           | 1 219,84   | 97,3%           |                       | 1 297,32   | 94,0%       | -77,48      |
| - provozní         | 1 172,34           | 1 135,14   | 97,3%           |                       | 1 121,08   | 101,2%      | 13,48       |
| - investiční       | 78,52              | 84,70      | 97,6%           |                       | 176,25     | 48,2%       | -90,95      |
| SALDO              | -70,00             | 61,77      |                 |                       | -62,80     |             | 124,58      |

## Plnění daňových příjmů (v mld. Kč)[2]
| ukazatel         | 2016               | 2016       | 2016            | 2016                  | 2015       | srovnání    | srovnání    |
| ukazatel         | schválený rozpočet | skutečnost | plnění rozpočtu | rozdíl skuteč. - plán | skutečnost | 2016 / 2015 | 2016 - 2015 |
| ---------------- | ------------------ | ---------- | --------------- | --------------------- | ---------- | ----------- | ----------- |
| CELKEM           | 1 041,71           | 1 070,47   | 102,8%          |                       | 1 002,13   | 106,8%      | 68,34       |
| Daňové (bez SZ)  | 619,73             | 642,03     | 103,6%          |                       | 597,36     | 107,5%      | 44,66       |
| - DPH            | 247,70             | 245,70     | 99,2%           |                       | 236,63     | 103,8%      | 9,05        |
| - spotřební daně | 142,00             | 150,34     | 105,9%          |                       | 142,97     | 105,2%      | 7,37        |
| - DPFO           | 108,60             | 112,95     | 104,0%          |                       | 103,05     | 109,6%      | 9,90        |
| - DPPO           | 101,40             | 111,19     | 109,7%          |                       | 99,57      | 111,7%      | 11,62       |
| - majetkové daně | 10,30              | 12,53      | 121,7%          |                       | 6,79       | 184,6%      | 5,74        |
| - ostatní        | 9,73               | 9,34       | 96,0%           |                       | 7,64       | 122,3%      | 1,70        |
| Pojistné na SZ   | 421,99             | 428,44     | 101,5%          |                       | 404,58     | 105,8%      | 23,67       |

## Čerpání výdajů podle kapitol (v mld. Kč)[3][4]
Čerpání výdajů státního rozpočtu za rok 2015 podle kapitol bude doplněno ke konci května 2016, jakmile Ministerstvo financí České republiky tato čísla zveřejní. Skutečnost za rok 2016 pak v květnu 2017.
| kapitola státního rozpočtu                       | 2016               | 2016       | 2016            | 2016                  | 2015       | srovnání    | srovnání    |
| kapitola státního rozpočtu                       | schválený rozpočet | skutečnost | plnění rozpočtu | rozdíl skuteč. - plán | skutečnost | 2016 / 2015 | 2016 - 2015 |
| ------------------------------------------------ | ------------------ | ---------- | --------------- | --------------------- | ---------- | ----------- | ----------- |
| 301 Kancelář prezidenta republiky                | 0,46               |            |                 |                       |            |             |             |
| 302 Poslanecká sněmovna Parlamentu               | 1,16               |            |                 |                       |            |             |             |
| 303 Senát Parlamentu                             | 0,56               |            |                 |                       |            |             |             |
| 304 Úřad vlády České republiky                   | 0,96               |            |                 |                       |            |             |             |
| 305 Bezpečnostní informační služba               | 1,50               |            |                 |                       |            |             |             |
| 306 Ministerstvo zahraničních věcí               | 6,49               |            |                 |                       |            |             |             |
| 307 Ministerstvo obrany                          | 47,59              |            |                 |                       |            |             |             |
| 308 Národní bezpečnostní úřad                    | 0,34               |            |                 |                       |            |             |             |
| 309 Kancelář veřejného ochránce práv             | 0,10               |            |                 |                       |            |             |             |
| 312 Ministerstvo financí                         | 19,53              |            |                 |                       |            |             |             |
| 313 Ministerstvo práce a sociálních věcí         | 545,89             |            |                 |                       |            |             |             |
| 314 Ministerstvo vnitra                          | 58,55              |            |                 |                       |            |             |             |
| 315 Ministerstvo životního prostředí             | 9,44               |            |                 |                       |            |             |             |
| 317 Ministerstvo pro místní rozvoj               | 12,91              |            |                 |                       |            |             |             |
| 321 Grantová agentura České republiky            | 3,73               |            |                 |                       |            |             |             |
| 322 Ministerstvo průmyslu a obchodu              | 40,17              |            |                 |                       |            |             |             |
| 327 Ministerstvo dopravy                         | 47,81              |            |                 |                       |            |             |             |
| 328 Český telekomunikační úřad                   | 1,50               |            |                 |                       |            |             |             |
| 329 Ministerstvo zemědělství                     | 49,68              |            |                 |                       |            |             |             |
| 333 Ministerstvo školství, mládeže a tělovýchovy | 141,18             |            |                 |                       |            |             |             |
| 334 Ministerstvo kultury                         | 11,26              |            |                 |                       |            |             |             |
| 335 Ministerstvo zdravotnictví                   | 6,74               |            |                 |                       |            |             |             |
| 336 Ministerstvo spravedlnosti                   | 24,63              |            |                 |                       |            |             |             |
| 343 Úřad pro ochranu osobních údajů              | 0,15               |            |                 |                       |            |             |             |
| 344 Úřad průmyslového vlastnictví                | 0,17               |            |                 |                       |            |             |             |
| 345 Český statistický úřad                       | 0,94               |            |                 |                       |            |             |             |
| 346 Český úřad zeměměřický a katastrální         | 2,95               |            |                 |                       |            |             |             |
| 348 Český báňský úřad                            | 0,15               |            |                 |                       |            |             |             |
| 349 Energetický regulační úřad                   | 0,27               |            |                 |                       |            |             |             |
| 353 Úřad pro ochranu hospodářské soutěže         | 0,24               |            |                 |                       |            |             |             |
| 355 Ústav pro studium totalitních režimů         | 0,17               |            |                 |                       |            |             |             |
| 358 Ústavní soud                                 | 0,18               |            |                 |                       |            |             |             |
| 361 Akademie věd České republiky                 | 4,83               |            |                 |                       |            |             |             |
| 372 Rada pro rozhlasové a televizní vysílání     | 0,06               |            |                 |                       |            |             |             |
| 374 Správa státních hmotných rezerv              | 2,38               |            |                 |                       |            |             |             |
| 375 Státní úřad pro jadernou bezpečnost          | 0,36               |            |                 |                       |            |             |             |
| 376 Generální inspekce bezpečnostních sborů      | 0,28               |            |                 |                       |            |             |             |
| 377 Technologická agentura ČR                    | 2,86               |            |                 |                       |            |             |             |
| 381 Nejvyšší kontrolní úřad                      | 0,50               |            |                 |                       |            |             |             |
| 396 Státní dluh                                  | 54,00              |            |                 |                       |            |             |             |
| 397 Operace státních finančních aktiv            | 1,52               |            |                 |                       |            |             |             |
| 398 Všeobecná pokladní správa                    | 145,13             |            |                 |                       |            |             |             |
| CELKEM                                           | 1250,86            |            |                 |                       | 1297,32    |             |             |